# Negrar
Negrar of Negrar di Valpolicella is een gemeente in de Italiaanse provincie Verona (regio Veneto) en telt 16.705 inwoners (31-12-2004). De oppervlakte bedraagt 40,5 km², de bevolkingsdichtheid is 412 inwoners per km².
De volgende frazioni maken deel uit van de gemeente: Arbizzano, Fane, Mazzano, Montecchio, Prun, S. Maria, Torbe.
In de gemeente staan er verschillende zogenaamde Venetiaanse villa's die teruggaan tot de tijd van de republiek Venetië. Het gaat bijvoorbeeld om de Villa Bertoldi en de Villa Mosconi Bertani. Het ziekenhuis Ospedale Sacro Cuore Don Calabria is genoemd naar de stichter en heilige Don Calabria uit Verona.

## Demografie
Negrar telt ongeveer 6203 huishoudens. Het aantal inwoners steeg in de periode 1991-2001 met 23,0% volgens cijfers uit de tienjaarlijkse volkstellingen van ISTAT.
| Jaar | Inwoneraantal |
| ---- | ------------- |
| 1991 | 13.158        |
| 2001 | 16.184        |

## Geografie
De gemeente ligt op ongeveer 190 m boven zeeniveau.
Negrar grenst aan de volgende gemeenten: Grezzana, Marano di Valpolicella, San Pietro in Cariano, Sant'Anna d'Alfaedo, Verona.

## Geboren
- Nicola Chesini (1974), wielrenner
- Damiano Tommasi (1974), voetballer
- Ronnie Quintarelli (1979), autocoureur
- Mirko Allegrini (1981), wielrenner
- Mirko Tedeschi (1989), wielrenner
- Davide Formolo (1992), wielrenner
- Matteo Manassero (1993), golfprofessional
- Alessandro Fedeli (1996), wielrenner